# Drużynowe mistrzostwa Europy w szachach
Drużynowe mistrzostwa Europy w szachach – turniej mający na celu wyłonienie najlepszej narodowej drużyny szachowej w Europie.

## Wstęp

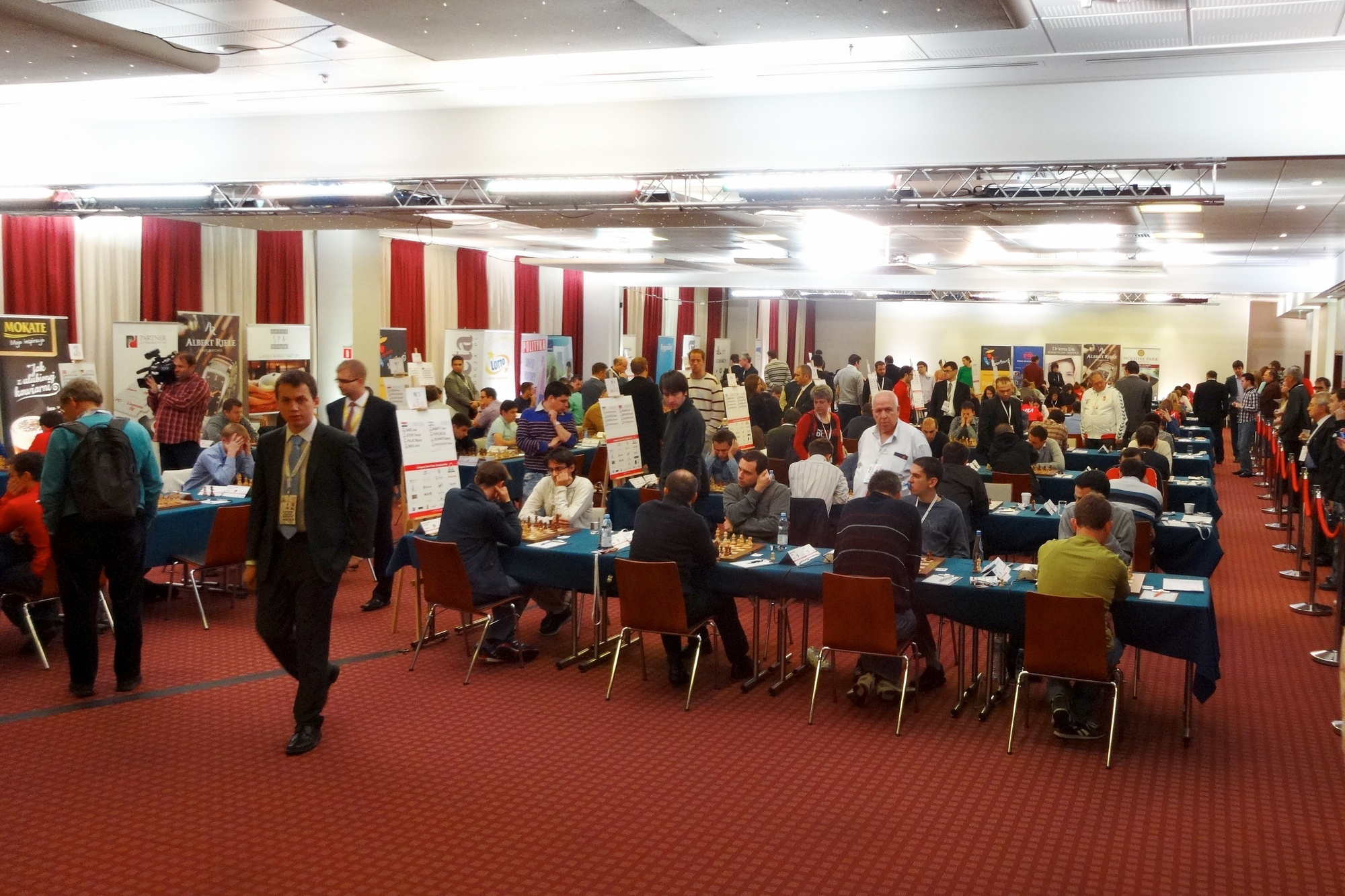
Sala turniejowa, DME Warszawa 2013

Idea rozgrywek powstała na początku lat pięćdziesiątych XX wieku. Od pierwszej edycji turnieje rozgrywane są w latach nieolimpijskich (do 1992 co 3 do 6 lat, a od 1997 systematycznie co 2 lata). Do 1989 rozgrywano wyłącznie mistrzostwa mężczyzn; turnieje kobiet rozgrywane są dopiero od 1992.
Pierwsze osiem edycji mistrzostw mężczyzn rozegrano systemem eliminacji i finałów, w których startowało od 4 do 8 drużyn. Od 1989 mistrzostwa rozgrywane są systemem szwajcarskim. Z biegiem lat liczba zawodników składów podstawowych sukcesywnie malała: od 10 (w latach 1957–1970) poprzez 8 (1973–1983) i 6 (1989) do 4 (od 1992). Wszystkie turnieje kobiet zostały rozegrane systemem szwajcarskim, z tym że do 2003 składy podstawowe liczyły 2 zawodniczki, a od 2005 – 4. Od 2007 drużyny kobiet oraz mężczyzn składają się z 5 osób (czteroosobowy skład podstawowy + zawodniczka/zawodnik rezerwowy). W 2013 po raz pierwszy drużynowe mistrzostwa Europy rozegrane zostały w Polsce, w Warszawie.
Polskie drużyny zdobyły w historii drużynowych mistrzostw Europy cztery medale, wszystkie przez kobiety: złoty w 2005 w Göteborgu, dwa srebrne (Heraklion 2007, Porto Karas 2011) oraz brązowy (Warszawa, 2013). Polki zajęły również dwukrotnie IV miejsca (1992 i 2003) oraz V miejsce w 2001. Największym osiągnięciem drużyny męskiej było dwukrotne zajęcie IV miejsca (w latach 1973 i 2007). Następnym w kolejności najlepszym rezultatem panów jest VI miejsce wywalczone w 2005. Do 2013 reprezentanci Polski zdobyli również 21 medali indywidualnych.

## Medale indywidualne zdobyte przez Polaków
| Medale           | Zawodnicy (rok, szachownica) |
| ---------------- | --- |
| złote (4)        | Aleksander Wojtkiewicz (1989, II) Monika Soćko (2005, II) Tomasz Markowski (2005, V) Mateusz Bartel (2013, IV) |
| srebrne (12)     | Aleksander Wojtkiewicz (1989, za wynik rankingowy) Robert Kuczyński (1992, II) Michał Krasenkow (1997, za wynik rankingowy) Michał Krasenkow (1999, I) Robert Kempiński (1999, IV) Bartłomiej Macieja (2003, za wynik rankingowy) Bartosz Soćko (2003, V) Monika Soćko (2005, za wynik rankingowy) Iweta Rajlich (2007, II) Grzegorz Gajewski (2007, III) Jolanta Zawadzka (2011, II) Karina Szczepkowska-Horowska (2013, V) |
| brązowe (5)      | Barbara Grabarska (1997, II) Michał Krasenkow (1997, I) Michał Krasenkow (1999, za wynik rankingowy) Iweta Rajlich (2007, za wynik rankingowy) Karina Szczepkowska-Horowska (2011, IV) |
| Razem: 21 medali | |

## Drużynowe mistrzostwa Europy mężczyzn

### I mistrzostwa (1957, Wiedeń)
- Termin: 22–28 sierpnia 1957
- Miasto: Wiedeń
- System: eliminacje + finał systemem dwukołowym z udziałem 4 drużyn 10-osobowych (plus 2 rezerwowych)
- Liczba rund: 6
- Uwagi: Polska nie zakwalifikowała się do finału
- Pełne wyniki: 1st European Chess Team Championship: Vienna 1957

| Miejsce | Państwo        | Punkty |
| ------- | -------------- | ------ |
| 1       | ZSRR           | 41     |
| 2       | Jugosławia     | 34     |
| 3       | Czechosłowacja | 24½    |
| 4       | RFN            | 20½    |

| Miejsce | Medaliści |
| ------- | --- |
| 1       | Wasilij Smysłow, Paul Keres, Dawid Bronstein, Michaił Tal, Boris Spasski, Tigran Petrosjan, Mark Tajmanow, Wiktor Korcznoj, Aleksandr Tołusz, Isaak Bolesławski, Jurij Awerbach, Lew Aronin                       |
| 2       | Svetozar Gligorić, Aleksandar Matanović, Borislav Ivkov, Petar Trifunović, Andrija Fuderer, Nikola Karaklajić, Srećko Nedeljković, Borislav Milić, Mario Bertok, Braslav Rabar, Božidar Đurašević, Tomislav Rakić |
| 3       | Miroslav Filip, Luděk Pachman, Ladislav Alster, František Zíta, Július Kozma, Ján Šefc, Jiří Fichtl, František Pithart, Josef Rejfíř, Jaroslav Ježek, František Blatný, Maximilián Ujtelky                        |

### II mistrzostwa (1961, Oberhausen)
- Termin: 20 czerwca–2 lipca 1961
- Miasto: Oberhausen
- System: eliminacje + finał systemem dwukołowym z udziałem 6 drużyn 10-osobowych (plus 2 rezerwowych)
- Liczba rund: 10
- Uwagi: Polska nie brała udziału w eliminacjach
- Pełne wyniki: 2nd European Chess Team Championship: Oberhausen 1961

| Miejsce | Państwo        | Punkty |
| ------- | -------------- | ------ |
| 1       | ZSRR           | 74½    |
| 2       | Jugosławia     | 58½    |
| 3       | Węgry          | 53     |
| 4       | Czechosłowacja | 41     |
| 5       | RFN            | 37½    |
| 6       | Hiszpania      | 35½    |

| Miejsce | Medaliści |
| ------- | --- |
| 1       | Michaił Botwinnik, Michaił Tal, Paul Keres, Tigran Petrosjan, Wasilij Smysłow, Wiktor Korcznoj, Jefim Geller, Mark Tajmanow, Lew Poługajewski, Siemion Furman, Aleksandr Tołusz, Władimir Bagirow               |
| 2       | Svetozar Gligorić, Petar Trifunović, Aleksandar Matanović, Mario Bertok, Milan Matulović, Mijo Udovčić, Dragoljub Čirić, Borislav Milić, Srećko Nedeljković, Dragoljub Minić, Dražen Marović, Božidar Đurašević |
| 3       | László Szabó, Lajos Portisch, Gedeon Barcza, István Bilek, Tibor Flórián, Károly Honfi, Ervin Haág, József Pogáts, Győző Forintos, Levente Lengyel, József Szily, László Navarovszky                            |

### III mistrzostwa (1965, Hamburg)
- Termin: 6–16 czerwca 1965
- Miasto: Hamburg
- System: eliminacje + finał systemem dwukołowym z udziałem 6 drużyn 10-osobowych (plus 2 rezerwowych)
- Liczba rund: 10
- Uwagi: Polska nie zakwalifikowała się do finału
- Pełne wyniki: 3rd European Chess Team Championship: Hamburg 1965

| Miejsce | Państwo    | Punkty |
| ------- | ---------- | ------ |
| 1       | ZSRR       | 66     |
| 2       | Jugosławia | 57     |
| 3       | Węgry      | 57     |
| 4       | RFN        | 45     |
| 5       | Rumunia    | 41½    |
| 6       | Holandia   | 33½    |

| Miejsce | Medaliści |
| ------- | --- |
| 1       | Tigran Petrosjan, Michaił Botwinnik, Wiktor Korcznoj, Wasilij Smysłow, Dawid Bronstein, Leonid Stein, Mark Tajmanow, Jurij Awerbach, Nikołaj Krogius, Isaak Bolesławski, Anatolij Lejn, Anatolij Łutikow |
| 2       | Borislav Ivkov, Svetozar Gligorić, Aleksandar Matanović, Milan Matulović, Bruno Parma, Petar Trifunović, Mato Damjanović, Mijo Udovčić, Dragoljub Čirić, Dragoljub Minić, Dražen Marović, Ivan Buljovcić |
| 3       | Lajos Portisch, László Szabó, István Bilek, Levente Lengyel, Gedeon Barcza, Győző Forintos, Károly Honfi, Péter Dely, János Flesch, Gyula Kluger, József Pogáts, László Navarovszky                      |

### IV mistrzostwa (1970, Kapfenberg)
- Termin: 10–17 maja 1970
- Miasto: Kapfenberg
- System: eliminacje + finał systemem kołowym z udziałem 8 drużyn 10-osobowych (plus 2 rezerwowych)
- Liczba rund: 7
- Uwagi: Polska nie brała udziału w eliminacjach
- Pełne wyniki: 4th European Chess Team Championship: Kapfenberg 1970

| Miejsce | Państwo        | Punkty |
| ------- | -------------- | ------ |
| 1       | ZSRR           | 52½    |
| 2       | Węgry          | 41     |
| 3       | NRD            | 39½    |
| 4       | Jugosławia     | 37½    |
| 5       | Czechosłowacja | 37     |
| 6       | Bułgaria       | 34     |
| 7       | Hiszpania      | 20½    |
| 6       | Dania          | 18     |

| Miejsce | Medaliści |
| ------- | --- |
| 1       | Tigran Petrosjan, Wiktor Korcznoj, Lew Poługajewski, Jefim Geller, Wasilij Smysłow, Mark Tajmanow, Michaił Tal, Paul Keres, Leonid Stein, Ratmir Chołmow, Jurij Bałaszow, Aivars Gipslis     |
| 2       | Lajos Portisch, Levente Lengyel, László Szabó, Gedeon Barcza, László Bárczay, István Bilek, Péter Dely, István Csom, Győző Forintos, Károly Honfi, András Adorján, Ervin Haág                |
| 3       | Wolfgang Uhlmann, Burkhard Malich, Reinhart Fuchs, Artur Hennings, Heinz Liebert, Lothar Zinn, Friedrich Baumbach, Lutz Espig, Werner Golz, Lothar Vogt, Manfred Schöneberg, Detlef Neukirch |

### V mistrzostwa (1973, Bath)
- Termin: 6–14 lipca 1973
- Miasto: Bath
- System: eliminacje + finał systemem kołowym z udziałem 8 drużyn 8-osobowych (plus 2 rezerwowych)
- Liczba rund: 7
- Pełne wyniki: 5th European Chess Team Championship: Bath 1973

| Miejsce | Państwo    | Punkty |
| ------- | ---------- | ------ |
| 1       | ZSRR       | 40½    |
| 2       | Jugosławia | 34     |
| 3       | Węgry      | 33     |
| 4       | Polska     | 25     |
| 5       | RFN        | 24     |
| 6       | Anglia     | 24     |
| 7       | Rumunia    | 23     |
| 8       | Szwajcaria | 20½    |

| Miejsce | Medaliści + skład reprezentacji Polski |
| ------- | --- |
| 1       | Boris Spasski, Tigran Petrosjan, Wiktor Korcznoj, Anatolij Karpow, Michaił Tal, Wasilij Smysłow, Jefim Geller, Giennadij Kuźmin, Wołodymyr Tukmakow, Jurij Bałaszow             |
| 2       | Svetozar Gligorić, Borislav Ivkov, Ljubomir Ljubojević, Aleksandar Matanović, Bruno Parma, Albin Planinec, Dragoljub Velimirović, Milan Matulović, Enver Bukić, Dragoljub Minić |
| 3       | Lajos Portisch, László Szabó, István Bilek, Zoltán Ribli, István Csom, Győző Forintos, András Adorján, Gyula Sax, Károly Honfi, János Tompa                                     |
|         | Włodzimierz Schmidt, Krzysztof Pytel, Jacek Bednarski, Andrzej Filipowicz, Zbigniew Doda, Jan Adamski, Jerzy Kostro, Andrzej Sydor, Aleksander Sznapik, Andrzej Maciejewski     |

### VI mistrzostwa (1977, Moskwa)
- Termin: 13–24 kwietnia 1977
- Miasto: Moskwa
- System: eliminacje + finał systemem kołowym z udziałem 8 drużyn 8-osobowych (plus 2 rezerwowych)
- Liczba rund: 7
- Uwagi: Polska nie zakwalifikowała się do finału
- Pełne wyniki: 6th European Chess Team Championship: Moscow 1977

| Miejsce | Państwo        | Punkty |
| ------- | -------------- | ------ |
| 1       | ZSRR           | 41½    |
| 2       | Węgry          | 31     |
| 3       | Jugosławia     | 30     |
| 4       | Rumunia        | 29     |
| 5       | Bułgaria       | 25     |
| 6       | RFN            | 25     |
| 7       | Czechosłowacja | 21½    |
| 6       | Anglia         | 21     |

| Miejsce | Medaliści |
| ------- | --- |
| 1       | Anatolij Karpow, Tigran Petrosjan, Lew Poługajewski, Michaił Tal, Jurij Bałaszow, Jefim Geller, Ołeh Romanyszyn, Witalij Cieszkowski, Josif Dorfman, Jewgienij Swiesznikow         |
| 2       | Lajos Portisch, Zoltán Ribli, Gyula Sax, István Csom, András Adorján, Iván Faragó, László Vadász, László Bárczay, Péter Lukács, László Hazai                                       |
| 3       | Ljubomir Ljubojević, Svetozar Gligorić, Aleksandar Matanović, Dragoljub Velimirović, Bruno Parma, Borislav Ivkov, Enver Bukić, Krunoslav Hulak, Milorad Knežević, Srđan Marangunić |

### VII mistrzostwa (1980, Skara)
- Termin: 18–27 stycznia 1980
- Miasto: Skara
- System: eliminacje + finał systemem kołowym z udziałem 8 drużyn 8-osobowych (plus 2 rezerwowych)
- Liczba rund: 7
- Uwagi: Polska nie zakwalifikowała się do finału
- Pełne wyniki: 7th European Chess Team Championship: Skara 1980

| Miejsce | Państwo        | Punkty |
| ------- | -------------- | ------ |
| 1       | ZSRR           | 36½    |
| 2       | Węgry          | 29     |
| 3       | Anglia         | 28½    |
| 4       | Jugosławia     | 28     |
| 5       | Bułgaria       | 27½    |
| 6       | Czechosłowacja | 26     |
| 7       | Izrael         | 25     |
| 6       | Szwecja        | 23½    |

| Miejsce | Medaliści |
| ------- | --- |
| 1       | Anatolij Karpow, Michaił Tal, Tigran Petrosjan, Lew Poługajewski, Jefim Geller, Jurij Bałaszow, Ołeh Romanyszyn, Rafajel Wahanian, Artur Jusupow, Garri Kasparow |
| 2       | Lajos Portisch, Zoltán Ribli, András Adorján, Gyula Sax, István Csom, Iván Faragó, László Vadász, József Pintér, Péter Lukács, László Hazai                      |
| 3       | Anthony Miles, Michael Stean, John Nunn, Jonathan Speelman, Raymond Keene, William Hartston, Jonathan Mestel, Robert Bellin, Paul Littlewood, Simon Webb         |

### VIII mistrzostwa (1983, Płowdiw)
- Termin: 23 czerwca–3 lipca 1983
- Miasto: Płowdiw
- System: eliminacje + finał systemem kołowym z udziałem 8 drużyn 8-osobowych (plus 2 rezerwowych)
- Liczba rund: 7
- Uwagi: Polska nie zakwalifikowała się do finału
- Pełne wyniki: 8th European Chess Team Championship: Plovdiv 1983

| Miejsce | Państwo    | Punkty |
| ------- | ---------- | ------ |
| 1       | ZSRR       | 38     |
| 2       | Jugosławia | 33     |
| 3       | Węgry      | 31     |
| 4       | Anglia     | 30     |
| 5       | Holandia   | 29½    |
| 6       | Bułgaria   | 25     |
| 7       | Dania      | 20     |
| 8       | RFN        | 17½    |

| Miejsce | Medaliści |
| ------- | --- |
| 1       | Anatolij Karpow, Lew Poługajewski, Tigran Petrosjan, Rafajel Wahanian, Ołeksandr Bielawski, Wołodymyr Tukmakow, Lew Psachis, Ołeh Romanyszyn, Artur Jusupow, Jefim Geller |
| 2       | Ljubomir Ljubojević, Svetozar Gligorić, Predrag Nikolić, Vlatko Kovačević, Bojan Kurajica, Krunoslav Hulak, Dušan Rajković, Božidar Ivanović, Stefan Đurić, Mišo Cebalo   |
| 3       | Lajos Portisch, Zoltán Ribli, Gyula Sax, József Pintér, András Adorján, István Csom, Iván Faragó, Attila Grószpéter, Attila Schneider, Tamás Horváth                      |

### IX mistrzostwa (1989, Hajfa)
- Termin: 23 listopada–3 grudnia 1989
- Miasto: Hajfa
- System: szwajcarski z udziałem 28 drużyn 6-osobowych (plus 2 rezerwowych)
- Liczba rund: 9
- Pełne wyniki: 9th European Chess Team Championship: Haifa 1989

| Miejsce | Państwo        | Punkty |
| ------- | -------------- | ------ |
| 1       | ZSRR           | 36     |
| 2       | Jugosławia     | 33     |
| 3       | RFN            | 31½    |
| 4       | Finlandia      | 31     |
| 5       | Bułgaria       | 30½    |
| 6       | Rumunia        | 30½    |
| 7       | Czechosłowacja | 30     |
| 8       | Anglia         | 29½    |
| 9       | Izrael         | 29½    |
| 10      | Francja        | 29½    |
| 17      | Polska         | 27     |

| Miejsce | Medaliści + skład reprezentacji Polski |
| ------- | --- |
| 1       | Walerij Sałow, Ołeksandr Bielawski, Rafajel Wahanian, Michaił Guriewicz, Boris Gelfand, Lew Poługajewski, Wiaczesław Ejnhorn, Wołodymyr Tukmakow |
| 2       | Ivan Sokolov, Krunoslav Hulak, Bogdan Lalić, Miodrag Todorčević, Vlatko Kovačević, Dragan Barlov, Ognjen Cvitan, Stefan Đurić                    |
| 3       | Robert Hübner, Vlastimil Hort, Eric Lobron, Stefan Kindermann, Matthias Wahls, Jörg Hickl, Klaus Bischoff, Stefan Mohr                           |
|         | Aleksander Sznapik, Aleksander Wojtkiewicz, Włodzimierz Schmidt, Robert Kuczyński, Paweł Stempin, Zbigniew Jaśnikowski, Jacek Gdański            |

### X mistrzostwa (1992, Debreczyn)
- Termin: 20–30 listopada 1992
- Miasto: Debreczyn
- System: szwajcarski z udziałem 41 drużyn 4-osobowych (plus 1 rezerwowy)
- Liczba rund: 9
- Pełne wyniki: 10th European Chess Team Championship: Debrecen 1992

| Miejsce | Państwo              | Punkty |
| ------- | -------------------- | ------ |
| 1       | Rosja                | 25     |
| 2       | Ukraina              | 22½    |
| 3       | Anglia               | 21½    |
| 4       | Izrael               | 21     |
| 5       | Szwecja              | 20½    |
| 6       | Litwa                | 20½    |
| 7       | Chorwacja            | 20½    |
| 8       | Niemcy               | 20½    |
| 9       | Gruzja               | 20     |
| 10      | Bośnia i Hercegowina | 19½    |
| 23      | Polska               | 17½    |

| Miejsce | Medaliści + skład reprezentacji Polski                                                        |
| ------- | --------------------------------------------------------------------------------------------- |
| 1       | Garri Kasparow, Jewgienij Bariejew, Władimir Kramnik, Aleksiej Driejew, Aleksiej Wyżmanawin   |
| 2       | Wasyl Iwanczuk, Ołeksandr Bielawski, Ołeh Romanyszyn, Wiaczesław Ejnhorn, Igor Nowikow        |
| 3       | Nigel Short, Jonathan Speelman, Michael Adams, John Nunn, Anthony Miles                       |
|         | Aleksander Wojtkiewicz, Robert Kuczyński, Jacek Gdański, Włodzimierz Schmidt, Klaudiusz Urban |

### XI mistrzostwa (1997, Pula)
- Termin: 5–15 maja 1997
- Miasto: Pula
- System: szwajcarski z udziałem 34 drużyn 4-osobowych (plus 1 rezerwowy)
- Liczba rund: 9
- Pełne wyniki: 11th European Chess Team Championship: Pula 1997

| Miejsce | Państwo              | Punkty |
| ------- | -------------------- | ------ |
| 1       | Anglia               | 22½    |
| 2       | Rosja                | 22½    |
| 3       | Armenia              | 22     |
| 4       | Węgry                | 21½    |
| 5       | Niemcy               | 21½    |
| 6       | Izrael               | 21     |
| 7       | Chorwacja A          | 20½    |
| 8       | Gruzja               | 20     |
| 9       | Białoruś             | 19½    |
| 10      | Bośnia i Hercegowina | 19½    |
| 12      | Polska               | 19½    |

| Miejsce | Medaliści + skład reprezentacji Polski                                                    |
| ------- | ----------------------------------------------------------------------------------------- |
| 1       | Nigel Short Michael Adams, Jonathan Speelman, Matthew Sadler, Julian Hodgson              |
| 2       | Jewgienij Bariejew, Piotr Swidler, Wadim Zwiagincew, Igor Glek, Jurij Jakowicz            |
| 3       | Wladimir Hakopian, Rafajel Wahanian, Symbat Lyputian, Artaszes Minasjan, Aszot Anastasjan |
|         | Michał Krasenkow, Robert Kempiński, Klaudiusz Urban, Mirosław Grabarczyk, Marek Matlak    |

### XII mistrzostwa (1999, Batumi)
- Termin: 27 listopada–8 grudnia 1999
- Miasto: Batumi
- System: szwajcarski z udziałem 36 drużyn 4-osobowych (plus 1 rezerwowy)
- Liczba rund: 9
- Pełne wyniki: 12th European Chess Team Championship: Batumi 1999

| Miejsce | Państwo  | Punkty |
| ------- | -------- | ------ |
| 1       | Armenia  | 22½    |
| 2       | Węgry    | 22     |
| 3       | Niemcy   | 21     |
| 4       | Bułgaria | 20½    |
| 5       | Rosja    | 20½    |
| 6       | Ukraina  | 20½    |
| 7       | Izrael   | 20½    |
| 8       | Słowenia | 20½    |
| 9       | Białoruś | 20     |
| 10      | Anglia   | 19½    |
| 16      | Polska   | 19     |

| Miejsce | Medaliści + skład reprezentacji Polski                                                  |
| ------- | --------------------------------------------------------------------------------------- |
| 1       | Symbat Lyputian, Artaszes Minasjan, Aszot Anastasjan, Lewon Aronian, Arszak Petrosjan   |
| 2       | Péter Lékó, Judit Polgár, Zoltán Almási, Aleksander Czernin, József Pintér              |
| 3       | Artur Jusupow, Robert Hübner, Rustem Dautow, Christopher Lutz, Christian Gabriel        |
|         | Michał Krasenkow, Bartłomiej Macieja, Bartosz Soćko, Robert Kempiński, Tomasz Markowski |

### XIII mistrzostwa (2001, León)
- Termin: 5–16 listopada 2001
- Miasto: León
- System: szwajcarski z udziałem 35 drużyn 4-osobowych (plus 1 rezerwowy)
- Liczba rund: 9
- Pełne wyniki: 13th European Chess Team Championship: Leon 2001

| Miejsce | Państwo     | Punkty |
| ------- | ----------- | ------ |
| 1       | Holandia    | 24½    |
| 2       | Francja     | 23     |
| 3       | Niemcy      | 22     |
| 4       | Anglia      | 21½    |
| 5       | Słowenia    | 21½    |
| 6       | Izrael      | 20½    |
| 7       | Hiszpania A | 20     |
| 8       | Grecja      | 20     |
| 9       | Bułgaria    | 19½    |
| 10      | Białoruś    | 19½    |
| 13      | Polska      | 19     |

| Miejsce | Medaliści + skład reprezentacji Polski                                                   |
| ------- | ---------------------------------------------------------------------------------------- |
| 1       | Loek van Wely, Jeroen Piket, Siergiej Tiwiakow, Erik van den Doel, Friso Nijboer         |
| 2       | Étienne Bacrot, Joël Lautier, Christian Bauer, Jean-Marc Degraeve, Laurent Fressinet     |
| 3       | Christopher Lutz, Robert Hübner, Gerald Hertneck, Klaus Bischoff, Rainer Buhmann         |
|         | Michał Krasenkow, Robert Kempiński, Bartosz Soćko, Tomasz Markowski, Mirosław Grabarczyk |

### XIV mistrzostwa (2003, Płowdiw)
- Termin: 10–20 października 2003
- Miasto: Płowdiw
- System: szwajcarski z udziałem 37 drużyn 4-osobowych (plus 1 rezerwowy)
- Liczba rund: 9
- Pełne wyniki: 14th European Chess Team Championship: Plovdiv 2003

| Miejsce | Państwo   | Punkty meczowe (punkty małe) |
| ------- | --------- | ---------------------------- |
| 1       | Rosja     | 17 (22½)                     |
| 2       | Izrael    | 15 (22½)                     |
| 3       | Gruzja    | 13 (22)                      |
| 4       | Słowenia  | 13 (20½)                     |
| 5       | Ukraina   | 12 (23)                      |
| 6       | Czechy    | 12 (22½)                     |
| 7       | Hiszpania | 12 (21)                      |
| 8       | Białoruś  | 11 (21)                      |
| 9       | Polska    | 11 (20½)                     |
| 10      | Francja   | 11 (20)                      |

| Miejsce | Medaliści + skład reprezentacji Polski                                                                |
| ------- | --- |
| 1       | Piotr Swidler, Jewgienij Bariejew, Aleksandr Griszczuk, Aleksandr Moroziewicz, Aleksandr Chalifman    |
| 2       | Boris Gelfand, Ilja Smirin, Emil Sutowski, Borys Awruch, Michael Roiz                                 |
| 3       | Zurab Azmaiparaszwili, Baadur Dżobawa, Micheil Mczedliszwili, Giorgi Kaczeiszwili, Merab Gagunaszwili |
|         | Bartłomiej Macieja, Tomasz Markowski, Michał Krasenkow, Robert Kempiński, Bartosz Soćko               |

### XV mistrzostwa (2005, Göteborg)
- Termin: 30 lipca–7 sierpnia 2005
- Miasto: Göteborg
- System: szwajcarski z udziałem 40 drużyn 4-osobowych (plus 1 rezerwowy)
- Liczba rund: 9
- Pełne wyniki: 15th European Chess Team Championship: Gothenburg 2005

| Miejsce | Państwo     | Punkty meczowe (punkty małe) |
| ------- | ----------- | ---------------------------- |
| 1       | Holandia    | 15 (22)                      |
| 2       | Izrael      | 14 (23½)                     |
| 3       | Francja     | 13 (21½)                     |
| 4       | Grecja      | 13 (21½)                     |
| 5       | Ukraina     | 12 (23½)                     |
| 6       | Polska      | 12 (21½)                     |
| 7       | Gruzja      | 12 (19½)                     |
| 8       | Niemcy      | 11 (20)                      |
| 9       | Azerbejdżan | 11 (19½)                     |
| 10      | Czechy      | 11 (19½)                     |

| Miejsce | Medaliści + skład reprezentacji Polski                                              |
| ------- | ----------------------------------------------------------------------------------- |
| 1       | Loek van Wely, Ivan Sokolov, Siergiej Tiwiakow, Jan Timman, Erik van den Doel       |
| 2       | Boris Gelfand, Emil Sutowski, Ilja Smirin, Borys Awruch, Siergiej Erenburg          |
| 3       | Étienne Bacrot, Joël Lautier, Josif Dorfman, Laurent Fressinet, Christian Bauer     |
|         | Robert Kempiński, Bartosz Soćko, Radosław Wojtaszek, Piotr Bobras, Tomasz Markowski |

### XVI mistrzostwa (2007, Heraklion)
- Termin: 27 października–7 listopada 2007
- Miasto: Heraklion
- System: szwajcarski z udziałem 40 drużyn 4-osobowych (plus 1 rezerwowy)
- Liczba rund: 9
- Pełne wyniki: 16th European Chess Team Championship: Heraklion 2007

| Miejsce | Państwo     | Punkty meczowe (punkty małe) |
| ------- | ----------- | ---------------------------- |
| 1       | Rosja       | 17 (25)                      |
| 2       | Armenia     | 14 (21½)                     |
| 3       | Azerbejdżan | 13 (20½)                     |
| 4       | Polska      | 12 (21½)                     |
| 5       | Ukraina     | 12 (21)                      |
| 6       | Izrael      | 12 (20½)                     |
| 7       | Bułgaria    | 11 (22)                      |
| 8       | Słowenia    | 11 (20½)                     |
| 9       | Francja     | 11 (20)                      |
| 10      | Węgry       | 11 (20)                      |

| Miejsce | Medaliści + skład reprezentacji Polski                                                              |
| ------- | --------------------------------------------------------------------------------------------------- |
| 1       | Piotr Swidler, Aleksandr Moroziewicz, Aleksandr Griszczuk, Jewgienij Aleksiejew, Dmitrij Jakowienko |
| 2       | Lewon Aronian, Wladimir Hakopian, Gabriel Sarksjan, Karen Asrian, Symbat Lyputian                   |
| 3       | Szachrijar Mammedjarow, Tejmur Radżabow, Wugar Gaszimow, Gadir Gusejnow, Rauf Mamedow               |
|         | Bartosz Soćko, Kamil Mitoń, Grzegorz Gajewski, Radosław Wojtaszek, Mateusz Bartel                   |

### XVII mistrzostwa (2009, Nowy Sad)
- Termin: 22–30 października 2009
- Miasto: Nowy Sad
- System: szwajcarski z udziałem 38 drużyn 4-osobowych (plus 1 rezerwowy)
- Liczba rund: 9
- Pełne wyniki: 17th European Team Chess Championship 2009

| Miejsce | Państwo     | Punkty meczowe | Punkty małe |
| ------- | ----------- | -------------- | ----------- |
| 1       | Azerbejdżan | 15             | 22          |
| 2       | Rosja       | 14             | 22½         |
| 3       | Ukraina     | 13             | 23          |
| 4       | Armenia     | 13             | 21½         |
| 5       | Niemcy      | 12             | 21½         |
| 6       | Hiszpania   | 12             | 21          |
| 7       | Polska      | 12             | 20½         |
| 8       | Węgry       | 11             | 21          |
| 9       | Holandia    | 11             | 20½         |
| 10      | Serbia      | 11             | 20          |

| Miejsce | Medaliści + skład reprezentacji Polski                                                                |
| ------- | --- |
| 1       | Tejmur Radżabow, Wugar Gaszimow, Gadir Gusejnow, Szachrijar Mammedjarow, Rauf Mamedow                 |
| 2       | Piotr Swidler, Aleksandr Moroziewicz, Dmitrij Jakowienko, Jewgienij Aleksiejew, Jewgienij Tomaszewski |
| 3       | Pawło Eljanow, Andrij Wołokitin, Zachar Jefimenko, Jurij Drozdowski, Jurij Kryworuczko                |
|         | Bartosz Soćko, Radosław Wojtaszek, Bartłomiej Macieja, Mateusz Bartel, Grzegorz Gajewski              |

### XVIII mistrzostwa (2011, Pórto Cárras)
- Termin: 3–11 listopada 2011
- Miasto: Porto Karas
- System: szwajcarski z udziałem 38 drużyn 4-osobowych (plus 1 rezerwowy)
- Liczba rund: 9
- Pełne wyniki: 18th European Team Chess Championship 2011

| Miejsce | Państwo     | Punkty meczowe | Punkty małe |
| ------- | ----------- | -------------- | ----------- |
| 1       | Niemcy      | 15             | 22½         |
| 2       | Azerbejdżan | 14             | 23          |
| 3       | Węgry       | 13             | 23          |
| 4       | Armenia     | 13             | 22½         |
| 5       | Rosja       | 13             | 21½         |
| 6       | Holandia    | 12             | 19          |
| 7       | Bułgaria    | 12             | 18½         |
| 8       | Polska      | 11             | 22          |
| 9       | Rumunia     | 11             | 20          |
| 10      | Hiszpania   | 11             | 19½         |

| Miejsce | Medaliści + skład reprezentacji Polski                                                 |
| ------- | -------------------------------------------------------------------------------------- |
| 1       | Arkadij Naiditsch, Georg Meier, Daniel Fridman, Jan Gustafsson, Rainer Buhmann         |
| 2       | Tejmur Radżabow, Wugar Gaszimow, Szachrijar Mammedjarow, Gadir Gusejnow, Eltaj Safarli |
| 3       | Péter Lékó, Zoltán Almási, Ferenc Berkes, Csaba Balogh, Zoltán Gyimesi                 |
|         | Radosław Wojtaszek, Bartosz Soćko, Mateusz Bartel, Kamil Mitoń, Bartłomiej Macieja     |

### XIX mistrzostwa (2013, Warszawa)
- Termin: 7–18 listopada 2013
- Miasto: Warszawa
- System: szwajcarski z udziałem 38 drużyn 4-osobowych (plus 1 rezerwowy)
- Liczba rund: 9
- Pełne wyniki: European Team Chess Championship 2013 Open Section

| Miejsce | Państwo     | Punkty meczowe | Punktacja dodatkowa |
| ------- | ----------- | -------------- | ------------------- |
| 1       | Azerbejdżan | 14             | 212,0               |
| 2       | Francja     | 13             | 210,5               |
| 3       | Rosja       | 13             | 202,0               |
| 4       | Armenia     | 13             | 195,5               |
| 5       | Węgry       | 12             | 200,5               |
| 6       | Gruzja      | 12             | 178,5               |
| 7       | Grecja      | 11             | 199,5               |
| 8       | Czechy      | 11             | 192,5               |
| 9       | Ukraina     | 11             | 188,5               |
| 10      | Anglia      | 11             | 184,5               |

| Miejsce | Medaliści + skład reprezentacji Polski                                                               |
| ------- | --- |
| 1       | Szachrijar Mammedjarow, Tejmur Radżabow, Eltaj Safarli, Rauf Mamedow, Gadir Gusejnow                 |
| 2       | Étienne Bacrot, Maxime Vachier-Lagrave, Romain Édouard, Władisław Tkaczow, Hicham Hamdouchi          |
| 3       | Aleksandr Griszczuk, Piotr Swidler, Dmitrij Andriejkin, Aleksandr Moroziewicz, Jewgienij Tomaszewski |
|         | Bartosz Soćko, Dariusz Świercz, Grzegorz Gajewski, Mateusz Bartel, Kamil Mitoń                       |

## Drużynowe mistrzostwa Europy kobiet

### I mistrzostwa (1992, Debreczyn)
- Termin: 20–30 listopada 1992
- Miasto: Debreczyn
- System: szwajcarski z udziałem 38 drużyn 2-osobowych (plus 1 rezerwowa)
- Liczba rund: 9
- Pełne wyniki: 1st Women's European Chess Team Championship: Debrecen 1992

| Miejsce | Państwo        | Punkty |
| ------- | -------------- | ------ |
| 1       | Ukraina        | 13½    |
| 2       | Gruzja         | 13     |
| 3       | Azerbejdżan    | 12½    |
| 4       | Polska         | 11     |
| 5       | Czechosłowacja | 11     |
| 6       | Francja        | 10½    |
| 7       | Hiszpania      | 10½    |
| 8       | Rumunia        | 10½    |
| 9       | Izrael         | 10     |
| 10      | Grecja         | 10     |

| Miejsce | Medalistki + skład reprezentacji Polski                         |
| ------- | --------------------------------------------------------------- |
| 1       | Alisa Gallamowa, Marta Lityńska, Irina Czeluszkina              |
| 2       | Ketewan Arachamia-Grant, Nino Gurieli, Ketino Kachiani          |
| 3       | Firuza Welichanli, Ilaha Kadimowa                               |
|         | Agnieszka Brustman, Hanna Ereńska-Radzewska, Krystyna Dąbrowska |

### II mistrzostwa (1997, Pula)
- Termin: 5–15 maja 1997
- Miasto: Pula
- System: szwajcarski z udziałem 30 drużyn 2-osobowych (plus 1 rezerwowa)
- Liczba rund: 9
- Pełne wyniki: 2nd Women's European Chess Team Championship: Pula 1997

| Miejsce | Państwo              | Punkty |
| ------- | -------------------- | ------ |
| 1       | Gruzja               | 13     |
| 2       | Rumunia              | 12     |
| 3       | Anglia               | 12     |
| 4       | Rosja                | 11½    |
| 5       | Armenia              | 11     |
| 6       | Węgry                | 10½    |
| 7       | Litwa                | 10½    |
| 8       | Bośnia i Hercegowina | 10½    |
| 9       | Niemcy               | 10     |
| 10      | Polska               | 10     |

| Miejsce | Medalistki + skład reprezentacji Polski                            |
| ------- | ------------------------------------------------------------------ |
| 1       | Maia Cziburdanidze, Nana Ioseliani, Ketewan Arachamia-Grant        |
| 2       | Corina-Isabela Peptan, Cristina-Adela Foișor, Elena-Luminița Cosma |
| 3       | Susan Lalić, Harriet Hunt, Ruth Sheldon                            |
|         | Agnieszka Brustman, Barbara Grabarska, Monika Aksiuczyc            |

### III mistrzostwa (1999, Batumi)
- Termin: 27 listopada–8 grudnia 1999
- Miasto: Batumi
- System: szwajcarski z udziałem 36 drużyn 2-osobowych (plus 1 rezerwowa)
- Liczba rund: 9
- Pełne wyniki: 3rd Women's European Chess Team Championship: Batumi 1999

| Miejsce | Państwo    | Punkty |
| ------- | ---------- | ------ |
| 1       | Słowacja   | 12½    |
| 2       | Jugosławia | 12     |
| 3       | Rumunia    | 12     |
| 4       | Ukraina    | 11½    |
| 5       | Armenia    | 11     |
| 6       | Bułgaria   | 10½    |
| 7       | Anglia     | 10½    |
| 8       | Rosja      | 10½    |
| 9       | Hiszpania  | 10½    |
| 10      | Gruzja A   | 10     |
| 15      | Polska     | 9      |

| Miejsce | Medalistki + skład reprezentacji Polski                     |
| ------- | ----------------------------------------------------------- |
| 1       | Zuzana Hagarova, Regina Pokorná, Alena Bekiarisová          |
| 2       | Alisa Marić, Nataša Bojković, Marija Manakova               |
| 3       | Corina-Isabela Peptan, Elena-Luminița Cosma, Szidónia Vajda |
|         | Iweta Radziewicz, Joanna Dworakowska, Barbara Grabarska     |

### IV mistrzostwa (2001, León)
- Termin: 5–16 listopada 2001
- Miasto: León
- System: szwajcarski z udziałem 32 drużyn 2-osobowych (plus 1 rezerwowa)
- Liczba rund: 9
- Pełne wyniki: 4th Women's European Chess Team Championship: Leon 2001

| Miejsce | Państwo     | Punkty |
| ------- | ----------- | ------ |
| 1       | Francja     | 12½    |
| 2       | Mołdawia    | 12     |
| 3       | Anglia      | 12     |
| 4       | Niemcy      | 11½    |
| 5       | Polska      | 11½    |
| 6       | Jugosławia  | 10½    |
| 7       | Rumunia     | 10½    |
| 8       | Azerbejdżan | 10½    |
| 9       | Holandia    | 10     |
| 10      | Ukraina     | 10     |

| Miejsce | Medalistki + skład reprezentacji Polski              |
| ------- | ---------------------------------------------------- |
| 1       | Maria Niepieina-Leconte, Marie Sebag, Roza Lallemand |
| 2       | Almira Skripczenko-Lautier, Swietłana Pietrenko      |
| 3       | Harriet Hunt, Jovanka Houska, Susan Lalić            |
|         | Joanna Dworakowska, Iweta Radziewicz, Monika Soćko   |

### V mistrzostwa (2003, Płowdiw)
- Termin: 10–20 października 2003
- Miasto: Płowdiw
- System: szwajcarski z udziałem 31 drużyn 2-osobowych (plus 1 rezerwowa)
- Liczba rund: 9
- Pełne wyniki: 5th Women's European Chess Team Championship: Plovdiv 2003

| Miejsce | Państwo             | Punkty meczowe (punkty małe) |
| ------- | ------------------- | ---------------------------- |
| 1       | Armenia             | 14 (13)                      |
| 2       | Węgry               | 14 (12½)                     |
| 3       | Rosja               | 13 (12½)                     |
| 4       | Polska              | 12 (10½)                     |
| 5       | Litwa               | 12 (10)                      |
| 6       | Ukraina             | 11 (11½)                     |
| 7       | Serbia i Czarnogóra | 11 (10½)                     |
| 8       | Francja             | 11 (10½)                     |
| 9       | Rumunia             | 11 (10½)                     |
| 10      | Anglia              | 11 (9½)                      |

| Miejsce | Medalistki + skład reprezentacji Polski                      |
| ------- | ------------------------------------------------------------ |
| 1       | Elina Danielian, Lilit Mykyrtczian, Nelli Aghinian           |
| 2       | Jelena Dembo, Szidónia Vajda, Anita Gara                     |
| 3       | Alisa Gallamowa, Swietłana Matwiejewa, Aleksandra Kostieniuk |
|         | Iweta Radziewicz, Marta Zielińska, Monika Soćko              |

### VI mistrzostwa (2005, Göteborg)
- Termin: 30 lipca–7 sierpnia 2005
- Miasto: Göteborg
- System: szwajcarski z udziałem 26 drużyn 4-osobowych (plus 1 rezerwowa)
- Liczba rund: 9
- Pełne wyniki: 6th Women's European Chess Team Championship: Gothenburg 2005

| Miejsce | Państwo             | Punkty meczowe (punkty małe) |
| ------- | ------------------- | ---------------------------- |
| 1       | Polska              | 15 (23)                      |
| 2       | Gruzja              | 14 (21½)                     |
| 3       | Rosja               | 12 (22)                      |
| 4       | Bułgaria            | 12 (21)                      |
| 5       | Rumunia             | 11 (21½)                     |
| 6       | Armenia             | 11 (21)                      |
| 7       | Ukraina             | 11 (20½)                     |
| 8       | Węgry               | 10 (20)                      |
| 9       | Serbia i Czarnogóra | 10 (19½)                     |
| 10      | Holandia            | 10 (19½)                     |

| Miejsce | Medalistki                                                                                            |
| ------- | --- |
| 1       | Iweta Radziewicz, Monika Soćko, Jolanta Zawadzka, Joanna Dworakowska, Marta Zielińska                 |
| 2       | Maia Cziburdanidze, Nino Churcidze, Maja Lomineiszwili, Nana Dzagnidze, Ketewan Arachamia-Grant       |
| 3       | Aleksandra Kostieniuk, Nadieżda Kosincewa, Jekatierina Kowalewska, Tatjana Kosincewa, Alisa Gallamowa |

### VII mistrzostwa (2007, Heraklion)
- Termin: 27 października–7 listopada 2007
- Miasto: Heraklion
- System: szwajcarski z udziałem 30 drużyn 4-osobowych (plus 1 rezerwowa)
- Liczba rund: 9
- Pełne wyniki: 7th Women's European Chess Team Championship: Heraklion 2007

| Miejsce | Państwo     | Punkty meczowe (punkty małe) |
| ------- | ----------- | ---------------------------- |
| 1       | Rosja       | 15 (25)                      |
| 2       | Polska      | 13 (23½)                     |
| 3       | Armenia     | 13 (21)                      |
| 4       | Ukraina     | 12 (22½)                     |
| 5       | Gruzja      | 12 (22½)                     |
| 6       | Słowenia    | 12 (20½)                     |
| 7       | Węgry       | 11 (22½)                     |
| 8       | Rumunia     | 11 (20)                      |
| 9       | Chorwacja   | 10 (21)                      |
| 10      | Azerbejdżan | 10 (19)                      |

| Miejsce | Medalistki                                                                                               |
| ------- | --- |
| 1       | Aleksandra Kostieniuk, Tatjana Kosincewa, Nadieżda Kosincewa, Jekatierina Kowalewska, Jekatierina Korbut |
| 2       | Monika Soćko, Iweta Rajlich, Jolanta Zawadzka, Joanna Dworakowska, Marta Przeździecka                    |
| 3       | Elina Danielian, Lilit Mykyrtczian, Nelli Aghinian, Siranusz Andriasjan, Liana Aghabekjan                |

### VIII mistrzostwa (2009, Nowy Sad)
- Termin: 22–30 października 2009
- Miasto: Nowy Sad
- System: szwajcarski z udziałem 28 drużyn 4-osobowych (plus 1 rezerwowa)
- Liczba rund: 9
- Pełne wyniki: European Women's Team Chess Championship 2009

| Miejsce | Państwo     | Punkty meczowe | Punkty małe |
| ------- | ----------- | -------------- | ----------- |
| 1       | Rosja       | 16             | 26          |
| 2       | Gruzja      | 16             | 24          |
| 3       | Ukraina     | 12             | 20          |
| 4       | Azerbejdżan | 12             | 20          |
| 5       | Armenia     | 11             | 21          |
| 6       | Francja     | 11             | 21          |
| 7       | Czechy      | 11             | 19½         |
| 8       | Polska      | 10             | 22½         |
| 9       | Słowenia    | 10             | 21          |
| 10      | Węgry       | 10             | 20½         |

| Miejsce | Medalistki + skład reprezentacji Polski                                                        |
| ------- | ---------------------------------------------------------------------------------------------- |
| 1       | Aleksandra Kostieniuk, Tatjana Kosincewa, Nadieżda Kosincewa, Marina Romanko, Walentina Gunina |
| 2       | Nana Dzagnidze, Lela Dżawachiszwili, Sopiko Chuchaszwili, Nino Churcidze, Bela Chotenaszwili   |
| 3       | Kateryna Łahno, Natalija Żukowa, Anna Uszenina, Inna Haponenko, Natalia Zdebska                |
|         | Monika Soćko, Iweta Rajlich, Jolanta Zawadzka, Joanna Dworakowska, Joanna Majdan               |

### IX mistrzostwa (2011, Porto Karas)
- Termin: 3–11 listopada 2011
- Miasto: Porto Karas

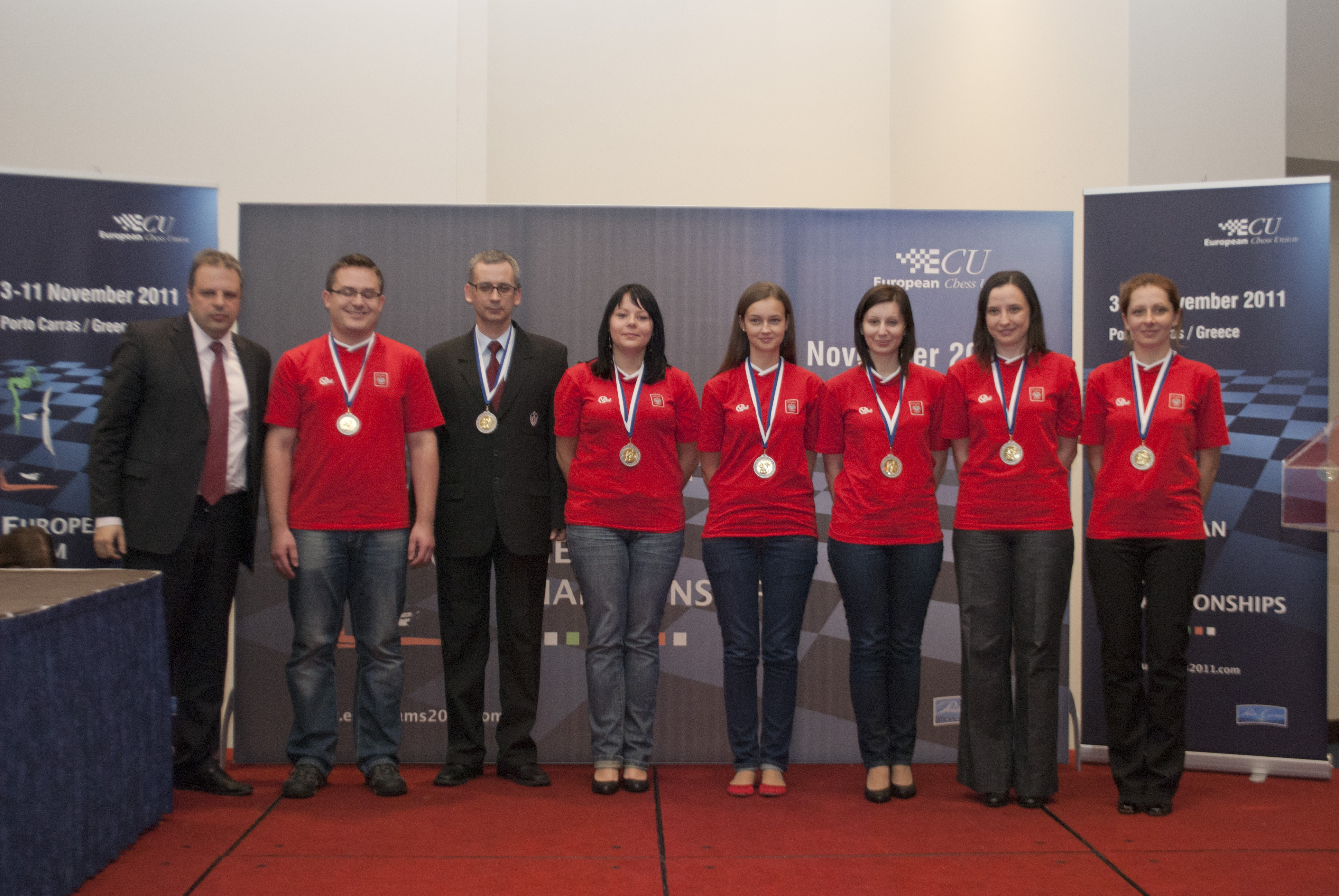
ME 2011 Porto Carras – wicemistrzynie Europy, reprezentantki Polski wraz z trenerami.

- System: szwajcarski z udziałem 27 drużyn 4-osobowych (plus 1 rezerwowa)
- Liczba rund: 9
- Pełne wyniki: European Women's Team Chess Championship 2011

| Miejsce | Państwo  | Punkty meczowe | Punkty małe |
| ------- | -------- | -------------- | ----------- |
| 1       | Rosja    | 15             | 25½         |
| 2       | Polska   | 14             | 23          |
| 3       | Gruzja   | 14             | 22½         |
| 4       | Ukraina  | 12             | 21½         |
| 5       | Francja  | 12             | 21          |
| 6       | Bułgaria | 11             | 19½         |
| 7       | Armenia  | 11             | 19          |
| 8       | Niemcy   | 10             | 20½         |
| 9       | Izrael   | 10             | 19          |
| 10      | Słowenia | 10             | 19          |

| Miejsce | Medaliści                                                                                            |
| ------- | --- |
| 1       | Nadieżda Kosincewa, Tatjana Kosincewa, Walentina Gunina, Aleksandra Kostieniuk, Natalia Pogonina     |
| 2       | Monika Soćko, Jolanta Zawadzka, Joanna Majdan-Gajewska, Karina Szczepkowska-Horowska, Katarzyna Toma |
| 3       | Nana Dzagnidze, Lela Dżawachiszwili, Nazi Paikidze, Nino Churcidze, Salome Melia                     |

### X mistrzostwa (2013, Warszawa)
- Termin: 7–18 listopada 2013
- Miasto: Warszawa
- System: szwajcarski z udziałem 32 drużyn 4-osobowych (plus 1 rezerwowa)
- Liczba rund: 9
- Pełne wyniki: European Women Team Championship 2013 Women Section

| Miejsce | Państwo    | Punkty meczowe | Punktacja dodatkowa |
| ------- | ---------- | -------------- | ------------------- |
| 1       | Ukraina    | 15             | 222,5               |
| 2       | Rosja      | 14             | 267,5               |
| 3       | Polska     | 14             | 203,0               |
| 4       | Gruzja     | 12             | 226,0               |
| 5       | Armenia    | 12             | 215,5               |
| 6       | Węgry      | 11             | 173,5               |
| 7       | Niemcy     | 11             | 167,0               |
| 8       | Litwa      | 11             | 164,0               |
| 9       | Polska III | 11             | 160,0               |
| 10      | Czechy     | 11             | 158,0               |

| Miejsce | Medaliści                                                                                           |
| ------- | --------------------------------------------------------------------------------------------------- |
| 1       | Kateryna Łahno, Anna Uszenina, Marija Muzyczuk, Natalija Żukowa, Inna Haponenko                     |
| 2       | Walentina Gunina, Aleksandra Kostieniuk, Natalia Pogonina, Olga Giria, Aleksandra Goriaczkina       |
| 3       | Monika Soćko, Jolanta Zawadzka, Joanna Majdan-Gajewska, Iweta Rajlich, Karina Szczepkowska-Horowska |